# Trophy European Pentathlon 1991

Logo CEB (ausrichtender Verband)

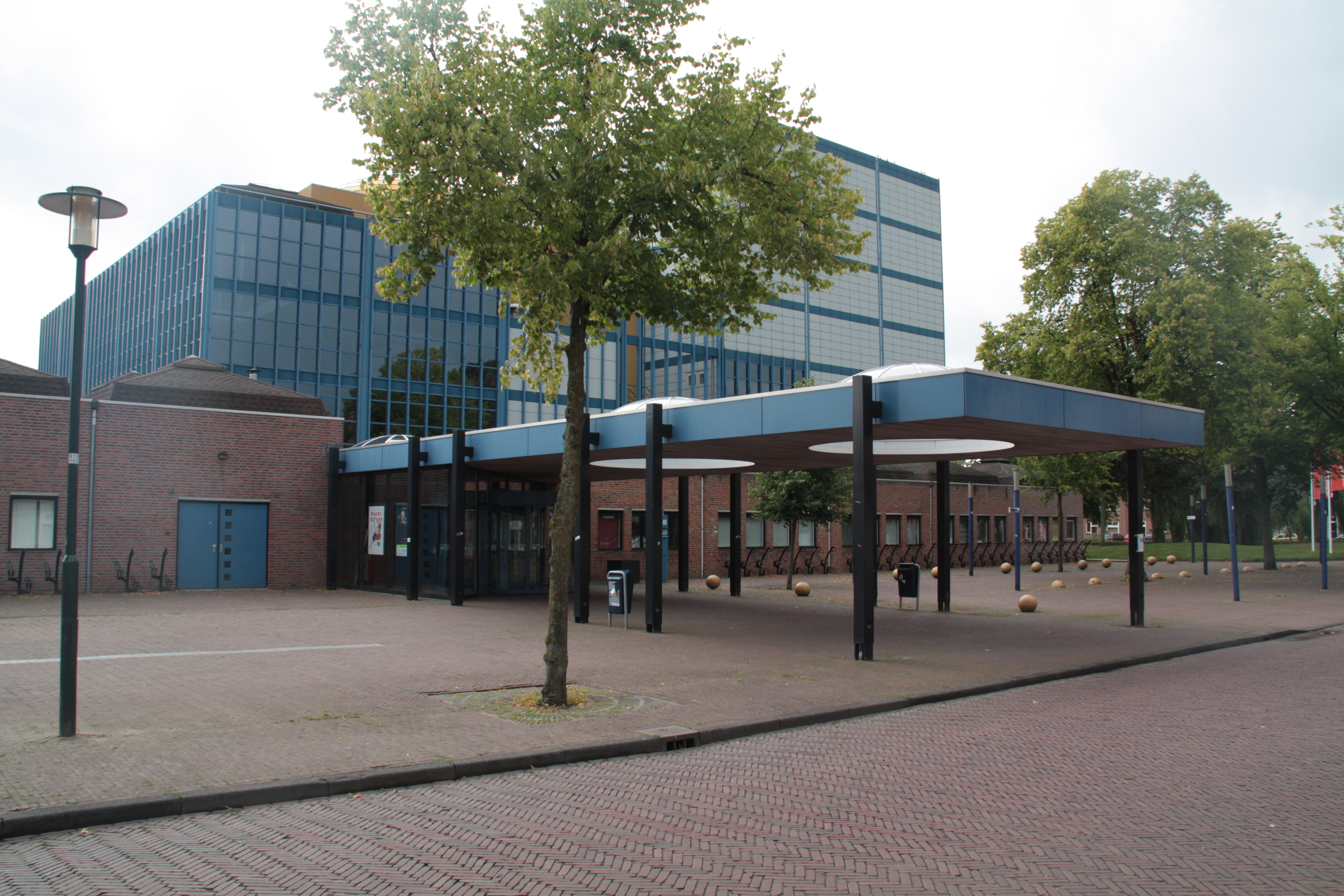
Kulturzentrum De Flint

Die Trophy European Pentathlon 1991 war das zwölfte und letzte TEP Turnier. Das Turnier fand vom 26. bis zum 29. September 1991 im niederländischen Amersfoort statt.

## Geschichte
Dick van der Meer, bereits zu Lebzeiten legendärer Gründer des TEP-Turniers und Ehrenmitglied der CEB hat zum letzten Mal zu seiner Veranstaltung eingeladen. Unter dem Titel "REÜNIE"" wurden die Verbände ersucht Spieler zu entsenden, die bereits bei früheren TEP-Turnieren teilgenommen hatten. Dieses Turnier wurde aber nicht als offizielle Europameisterschaft gewertet. Sieger wurde Belgien vor Deutschland und den Niederlanden. Damit endete nach 25 Jahren die TEP Turnierserie.

## Gemeldete Mannschaften
| Disziplin    | Niederlande A          | Belgien           | Deutschland        |
| ------------ | ---------------------- | ----------------- | ------------------ |
| Freie Partie | Piet Vet               | Tony Schrauwen    | Dieter Wirtz       |
| Cadre 71/2   | Luis Havermans         | Peter Bracke      | Klaus Hose         |
| Cadre 47/1   | Hans Vultink           | Willy Wesenbeek   | Thomas Wildförster |
| Einband      | Christ van der Smissen | Ludo Dielis       | Wolfgang Zenkner   |
| Dreiband     | Rini van Bracht        | Raymond Ceulemans | Günter Siebert     |

| Disziplin    | Österreich           | Frankreich        | Niederlande B   |
| ------------ | -------------------- | ----------------- | --------------- |
| Freie Partie | Heinrich Weingartner | Georges Bourezg   | Ronald Lemmens  |
| Cadre 71/2   | Franz Stenzel        | Jean Arnaud       | Willy Steures   |
| Cadre 47/1   | Kurt Mastny          | Francis Connesson | Ad Koorevaar    |
| Einband      | Gerhard Ralis        | Egidio Vierat     | Jean Bessems    |
| Dreiband     | Wolfgang Anreitter   | Richard Bitalis   | Herman Popeijus |

## Turniermodus
Es wurde mit sechs Mannschaften im Round Robin System gespielt.
Die Wertung für die Endtabelle:
1. MP = Matchpunkte
2. PP = Partiepunkte
3. VMGD = Verhältnismäßiger Mannschafts Generaldurchschnitt

## Abschlusstabelle
| Platz | Land          | Spiele | G-U-V | MP   | PP    | VMGD   |
| ----- | ------------- | ------ | ----- | ---- | ----- | ------ |
| 1     | Belgien       | 5      | 4-0-1 | 8:2  | 31:19 | 134,16 |
| 2     | Deutschland   | 5      | 4-0-1 | 8:2  | 29:21 | 89,59  |
| 3     | Niederlande A | 5      | 3-0-2 | 6:4  | 31:19 | 112,63 |
| 4     | Österreich    | 5      | 2-0-3 | 4:6  | 23:27 | 73,03  |
| 5     | Frankreich    | 5      | 2-0-3 | 4:6  | 20:30 | 78,69  |
| 6     | Niederlande B | 5      | 0-0-5 | 0:10 | 16:34 | 80,09  |

## Spiele
| Disziplin            | Name                 | MP  | Pkt. | Aufn. | GD     | BED    | HS  |
| -------------------- | -------------------- | --- | ---- | ----- | ------ | ------ | --- |
| Österreich – Belgien | Österreich – Belgien | 6:4 |      |       |        |        |     |
| Freie Partie         | Heinrich Weingartner | 0:2 | 116  | 3     | 38,66  | -      | 82  |
| Freie Partie         | Tony Schrauwen       | 2:0 | 400  | 3     | 133,33 | 133,33 | 400 |
| Cadre 71/2           | Franz Stenzel        | 0:2 | 12   | 5     | 2,40   | -      | 9   |
| Cadre 71/2           | Peter Bracke         | 2:0 | 200  | 5     | 40,00  | 40,00  | 102 |
| Cadre 47/1           | Kurt Mastny          | 2:0 | 200  | 15    | 13,33  | 13,33  | 102 |
| Cadre 47/1           | Willy Wesenbeek      | 0:2 | 198  | 15    | 13,20  | -      | 64  |
| Einband              | Gerhard Ralis        | 2:0 | 150  | 17    | 8,82   | 8,82   | 50  |
| Einband              | Ludo Dielis          | 0:2 | 97   | 17    | 5,70   | -      | 53  |
| Dreiband             | Wolfgang Anreitter   | 2:0 | 50   | 33    | 1,515  | 1,515  | 7   |
| Dreiband             | Raymond Ceulemans    | 0:2 | 34   | 33    | 1,030  | -      | 6   |

| Disziplin                     | Name                          | MP  | Pkt. | Aufn. | GD     | BED    | HS  |
| ----------------------------- | ----------------------------- | --- | ---- | ----- | ------ | ------ | --- |
| Niederlande A – Niederlande B | Niederlande A – Niederlande B | 8:2 |      |       |        |        |     |
| Freie Partie                  | Piet Vet                      | 0:2 | 112  | 2     | 56,00  | -      | 85  |
| Freie Partie                  | Ronald Lemmens                | 2:0 | 400  | 2     | 200,00 | 200,00 | 384 |
| Cadre 71/2                    | Luis Havermans                | 2:0 | 200  | 6     | 33,33  | 33,33  | 110 |
| Cadre 71/2                    | Willy Steures                 | 0:2 | 138  | 6     | 23,00  | -      | 55  |
| Cadre 47/1                    | Hans Vultink                  | 2:0 | 200  | 9     | 22,22  | 22,22  | 93  |
| Cadre 47/1                    | Ad Koorevaar                  | 0:2 | 134  | 9     | 14,88  | -      | 538 |
| Einband                       | Christ van der Smissen        | 2:0 | 150  | 20    | 7,50   | 7,50   | 49  |
| Einband                       | Jean Bessems                  | 0:2 | 68   | 20    | 3,40   | -      | 15  |
| Dreiband                      | Rini van Bracht               | 2:0 | 50   | 41    | 1,219  | 1,219  | 7   |
| Dreiband                      | Herman Popeijus               | 0:2 | 39   | 41    | 0,951  | -      | 5   |

| Disziplin                | Name                     | MP  | Pkt. | Aufn. | GD     | BED    | HS  |
| ------------------------ | ------------------------ | --- | ---- | ----- | ------ | ------ | --- |
| Deutschland – Frankreich | Deutschland – Frankreich | 6:4 |      |       |        |        |     |
| Freie Partie             | Dieter Wirtz             | 2:0 | 400  | 3     | 133,33 | 133,33 | 400 |
| Freie Partie             | Georges Bourezg          | 0:2 | 223  | 3     | 74,33  | -      | 218 |
| Cadre 71/2               | Klaus Hose               | 0:2 | 147  | 14    | 10,50  | -      | 46  |
| Cadre 71/2               | Jean Arnaud              | 2:0 | 200  | 14    | 14,28  | 14,28  | 44  |
| Cadre 47/1               | Thomas Wildförster       | 2:0 | 200  | 14    | 14,28  | 14,28  | 73  |
| Cadre 47/1               | Francis Connesson        | 0:2 | 196  | 14    | 14,00  | -      | 51  |
| Einband                  | Wolfgang Zenkner         | 2:0 | 150  | 21    | 7,14   | 7,14   | 45  |
| Einband                  | Egidio Vierat            | 0:2 | 114  | 21    | 5,42   | -      | 19  |
| Dreiband                 | Günter Siebert           | 0:2 | 49   | 52    | 0,942  | -      | 4   |
| Dreiband                 | Richard Bitalis          | 2:0 | 50   | 52    | 0,961  | 0,961  | 9   |

| Disziplin             | Name                  | MP  | Pkt. | Aufn. | GD     | BED    | HS  |
| --------------------- | --------------------- | --- | ---- | ----- | ------ | ------ | --- |
| Belgien – Deutschland | Belgien – Deutschland | 8:2 |      |       |        |        |     |
| Freie Partie          | Tony Schrauwen        | 2:0 | 400  | 2     | 200,00 | 200,00 | 399 |
| Freie Partie          | Dieter Wirtz          | 0:2 | 24   | 2     | 12,00  | -      | 18  |
| Cadre 71/2            | Klaus Hose            | 2:0 | 200  | 3     | 66,66  | 66,66  | 199 |
| Cadre 71/2            | Peter Bracke          | 0:2 | 127  | 3     | 42,33  | -      | 83  |
| Cadre 47/1            | Willy Wesenbeek       | 2:0 | 200  | 11    | 18,18  | 18,18  | 51  |
| Cadre 47/1            | Thomas Wildförster    | 0:2 | 198  | 11    | 18,00  | -      | 55  |
| Einband               | Ludo Dielis           | 2:0 | 150  | 22    | 6,81   | 6,81   | 42  |
| Einband               | Wolfgang Zenkner      | 0:2 | 95   | 22    | 4,31   | -      | 24  |
| Dreiband              | Raymond Ceulemans     | 2:0 | 50   | 30    | 1,666  | 1,666  | 9   |
| Dreiband              | Günter Siebert        | 0:2 | 25   | 30    | 0,833  | -      | 3   |

| Disziplin                  | Name                       | MP  | Pkt. | Aufn. | GD     | BED    | HS  |
| -------------------------- | -------------------------- | --- | ---- | ----- | ------ | ------ | --- |
| Österreich – Niederlande B | Österreich – Niederlande B | 8:2 |      |       |        |        |     |
| Freie Partie               | Heinrich Weingartner       | 0:2 | 0    | 1     | 0,00   | -      | 0   |
| Freie Partie               | Ronald Lemmens             | 2:0 | 400  | 1     | 400,00 | 400,00 | 400 |
| Cadre 71/2                 | Franz Stenzel              | 2:0 | 200  | 3     | 66,66  | 66,66  | 197 |
| Cadre 71/2                 | Willy Steures              | 0:2 | 78   | 3     | 26,00  | -      | 78  |
| Cadre 47/1                 | Kurt Mastny                | 2:0 | 200  | 9     | 22,22  | 22,22  | 77  |
| Cadre 47/1                 | Ad Koorevaar               | 0:2 | 175  | 9     | 19,44  | -      | 34  |
| Einband                    | Gerhard Ralis              | 2:0 | 150  | 25    | 6,00   | 6,00   | 38  |
| Einband                    | Jean Bessems               | 0:2 | 121  | 25    | 4,84   | -      | 24  |
| Dreiband                   | Wolfgang Anreitter         | 2:0 | 50   | 59    | 0,847  | 0,847  | 5   |
| Dreiband                   | Herman Popeijus            | 0:2 | 38   | 59    | 0,644  | -      | 3   |

| Disziplin                  | Name                       | MP   | Pkt. | Aufn. | GD    | BED   | HS  |
| -------------------------- | -------------------------- | ---- | ---- | ----- | ----- | ----- | --- |
| Niederlande A – Frankreich | Niederlande A – Frankreich | 10:0 |      |       |       |       |     |
| Freie Partie               | Piet Vet                   | 2:0  | 400  | 6     | 66,66 | 66,66 | 174 |
| Freie Partie               | Georges Bourezg            | 0:2  | 12   | 6     | 2,00  | -     | 5   |
| Cadre 71/2                 | Luis Havermans             | 2:0  | 200  | 8     | 25,00 | 25,00 | 97  |
| Cadre 71/2                 | Jean Arnaud                | 0:2  | 173  | 8     | 21,62 | -     | 60  |
| Cadre 47/1                 | Hans Vultink               | 2:0  | 200  | 9     | 22,22 | 22,22 | 88  |
| Cadre 47/1                 | Francis Connesson          | 0:2  | 122  | 9     | 13,55 | -     | 70  |
| Einband                    | Christ van der Smissen     | 2:0  | 150  | 14    | 10,71 | 10,71 | 37  |
| Einband                    | Egidio Vierat              | 0:2  | 86   | 14    | 6,14  | -     | 28  |
| Dreiband                   | Rini van Bracht            | 2:0  | 50   | 40    | 1,250 | 1,250 | 5   |
| Dreiband                   | Richard Bitalis            | 0:2  | 44   | 40    | 1,100 | -     | 6   |

| Disziplin               | Name                    | MP  | Pkt. | Aufn. | GD     | BED    | HS  |
| ----------------------- | ----------------------- | --- | ---- | ----- | ------ | ------ | --- |
| Belgien – Niederlande B | Belgien – Niederlande B | 6:4 |      |       |        |        |     |
| Freie Partie            | Tony Schrauwen          | 0:2 | 191  | 4     | 47,75  | -      | 160 |
| Freie Partie            | Ronald Lemmens          | 2:0 | 400  | 4     | 100,00 | 100,00 | 254 |
| Cadre 71/2              | Peter Bracke            | 2:0 | 200  | 6     | 33,33  | 33,33  | 104 |
| Cadre 71/2              | Willy Steures           | 0:2 | 67   | 6     | 11,16  | -      | 43  |
| Cadre 47/1              | Willy Wesenbeek         | 0:2 | 89   | 9     | 9,88   | -      | 39  |
| Cadre 47/1              | Ad Koorevaar            | 2:0 | 200  | 9     | 22,22  | 22,22  | 161 |
| Einband                 | Ludo Dielis             | 2:0 | 150  | 25    | 6,00   | 6,00   | 30  |
| Einband                 | Jean Bessems            | 0:2 | 88   | 25    | 3,52   | -      | 18  |
| Dreiband                | Raymond Ceulemans       | 2:0 | 50   | 25    | 2,000  | 2,000  | 16  |
| Dreiband                | Herman Popeijus         | 0:2 | 23   | 25    | 0,920  | -      | 5   |

| Disziplin               | Name                    | MP  | Pkt. | Aufn. | GD     | BED    | HS  |
| ----------------------- | ----------------------- | --- | ---- | ----- | ------ | ------ | --- |
| Frankreich – Österreich | Frankreich – Österreich | 7:3 |      |       |        |        |     |
| Freie Partie            | Georges Bourezg         | 0:2 | 269  | 7     | 38,42  | -      | 128 |
| Freie Partie            | Heinrich Weingartner    | 2:0 | 400  | 7     | 57,14  | 57,14  | 323 |
| Cadre 71/2              | Franz Stenzel           | 1:1 | 200  | 10    | 20,00  | 20,00  | 71  |
| Cadre 71/2              | Jean Arnaud             | 1:1 | 200  | 10    | 20,00  | 20,00  | 39  |
| Cadre 47/1              | Francis Connesson       | 2:0 | 200  | 2     | 100,00 | 100,00 | 199 |
| Cadre 47/1              | Kurt Mastny             | 0:2 | 20   | 2     | 10,00  | -      | 20  |
| Einband                 | Egidio Vierat           | 2:0 | 150  | 11    | 13,63  | 13,63  | 51  |
| Einband                 | Gerhard Ralis           | 0:2 | 43   | 11    | 3,90   | -      | 20  |
| Dreiband                | Richard Bitalis         | 2:0 | 50   | 44    | 1,136  | 1,136  | 5   |
| Dreiband                | Wolfgang Anreitter      | 0:2 | 44   | 44    | 1,000  | -      | 5   |

| Disziplin                   | Name                        | MP  | Pkt. | Aufn. | GD     | BED    | HS  |
| --------------------------- | --------------------------- | --- | ---- | ----- | ------ | ------ | --- |
| Deutschland – Niederlande A | Deutschland – Niederlande A | 7:3 |      |       |        |        |     |
| Freie Partie                | Dieter Wirtz                | 2:0 | 400  | 2     | 200,00 | 200,00 | 320 |
| Freie Partie                | Piet Vet                    | 0:2 | 23   | 2     | 11,50  | -      | 18  |
| Cadre 71/2                  | Klaus Hose                  | 1:1 | 200  | 9     | 22,22  | 22,22  | 69  |
| Cadre 71/2                  | Luis Havermans              | 1:1 | 200  | 9     | 20,22  | 22,22  | 91  |
| Cadre 47/1                  | Thomas Wildförster          | 2:0 | 200  | 6     | 33,33  | 33,33  | 90  |
| Cadre 47/1                  | Hans Vultink                | 0:2 | 94   | 6     | 15,66  | -      | 70  |
| Einband                     | Wolfgang Zenkner            | 2:0 | 150  | 18    | 8,33   | 8,33   | 60  |
| Einband                     | Christ van der Smissen      | 0:2 | 124  | 18    | 6,88   | -      | 25  |
| Dreiband                    | Günter Siebert              | 0:2 | 38   | 36    | 1,055  | -      | 4   |
| Dreiband                    | Rini van Bracht             | 2:0 | 50   | 36    | 1,388  | 1,388  | 9   |

| Disziplin                   | Name                        | MP  | Pkt. | Aufn. | GD     | BED    | HS  |
| --------------------------- | --------------------------- | --- | ---- | ----- | ------ | ------ | --- |
| Deutschland – Niederlande B | Deutschland – Niederlande B | 6:4 |      |       |        |        |     |
| Freie Partie                | Dieter Wirtz                | 0:2 | 101  | 3     | 33,66  | -      | 60  |
| Freie Partie                | Ronald Lemmens              | 2:0 | 400  | 3     | 133,33 | 133,33 | 139 |
| Cadre 71/2                  | Klaus Hose                  | 0:2 | 95   | 7     | 13,57  | -      | 51  |
| Cadre 71/2                  | Willy Steures               | 2:0 | 200  | 7     | 28,57  | 28,57  | 119 |
| Cadre 47/1                  | Thomas Wildförster          | 2:0 | 200  | 6     | 33,33  | 33,33  | 117 |
| Cadre 47/1                  | Ad Koorevaar                | 0:2 | 137  | 6     | 22,83  | -      | 65  |
| Einband                     | Wolfgang Zenkner            | 2:0 | 150  | 26    | 5,76   | 5,76   | 68  |
| Einband                     | Jean Bessems                | 0:2 | 84   | 26    | 3,23   | -      | 21  |
| Dreiband                    | Günter Siebert              | 2:0 | 50   | 43    | 1,162  | 1,162  | 6   |
| Dreiband                    | Herman Popeijus             | 0:2 | 27   | 43    | 0,627  | -      | 6   |

| Disziplin            | Name                 | MP  | Pkt. | Aufn. | GD    | BED   | HS  |
| -------------------- | -------------------- | --- | ---- | ----- | ----- | ----- | --- |
| Belgien – Frankreich | Belgien – Frankreich | 7:3 |      |       |       |       |     |
| Freie Partie         | Tony Schrauwen       | 2:0 | 400  | 9     | 44,44 | 44,44 | 246 |
| Freie Partie         | Georges Bourezg      | 0:2 | 136  | 9     | 15,11 | -     | 129 |
| Cadre 71/2           | Peter Bracke         | 1:1 | 200  | 11    | 18,18 | 18,18 | 82  |
| Cadre 71/2           | Jean Arnaud          | 1:1 | 200  | 11    | 18,18 | 18,18 | 45  |
| Cadre 47/1           | Willy Wesenbeek      | 0:2 | 131  | 9     | 14,55 | -     | 52  |
| Cadre 47/1           | Francis Connesson    | 2:0 | 200  | 9     | 22,22 | 22,22 | 111 |
| Einband              | Ludo Dielis          | 2:0 | 150  | 16    | 9,37  | 3,37  | 46  |
| Einband              | Egidio Vierat        | 0:2 | 105  | 16    | 6,56  | -     | 29  |
| Dreiband             | Raymond Ceulemans    | 2:0 | 50   | 31    | 1,612 | 1,612 | 6   |
| Dreiband             | Richard Bitalis      | 0:2 | 24   | 31    | 0,774 | -     | 3   |

| Disziplin                  | Name                       | MP  | Pkt. | Aufn. | GD     | BED    | HS  |
| -------------------------- | -------------------------- | --- | ---- | ----- | ------ | ------ | --- |
| Niederlande A – Österreich | Niederlande A – Österreich | 6:4 |      |       |        |        |     |
| Freie Partie               | Piet Vet                   | 2:0 | 400  | 3     | 133,33 | 133,33 | 245 |
| Freie Partie               | Heinrich Weingartner       | 0:2 | 83   | 3     | 27,66  | -      | 69  |
| Cadre 71/2                 | Luis Havermans             | 0:2 | 69   | 4     | 17,25  | -      | 45  |
| Cadre 71/2                 | Franz Stenzel              | 2:0 | 200  | 4     | 50,00  | 50,00  | 67  |
| Cadre 47/1                 | Hans Vultink               | 0:2 | 184  | 5     | 36,80  | -      | 179 |
| Cadre 47/1                 | Kurt Mastny                | 2:0 | 200  | 5     | 40,00  | 40,00  | 89  |
| Einband                    | Christ van der Smissen     | 2:0 | 150  | 19    | 7,89   | 7,89   | 21  |
| Einband                    | Gerhard Ralis              | 0:2 | 91   | 19    | 4,78   | -      | 19  |
| Dreiband                   | Rini van Bracht            | 2:0 | 50   | 43    | 1,162  | 1,162  | 6   |
| Dreiband                   | Wolfgang Anreitter         | 0:2 | 31   | 43    | 0,720  | -      | 8   |

| Disziplin                  | Name                       | MP  | Pkt. | Aufn. | GD     | BED    | HS  |
| -------------------------- | -------------------------- | --- | ---- | ----- | ------ | ------ | --- |
| Frankreich – Niederlande B | Frankreich – Niederlande B | 6:4 |      |       |        |        |     |
| Freie Partie               | Georges Bourezg            | 0:2 | 1    | 3     | 0,33   | -      | 1   |
| Freie Partie               | Ronald Lemmens             | 2:0 | 400  | 3     | 133,33 | 133,33 | 329 |
| Cadre 71/2                 | Jean Arnaud                | 0:2 | 174  | 8     | 21,75  | -      | 54  |
| Cadre 71/2                 | Willy Steures              | 2:0 | 200  | 8     | 25,00  | 25,00  | 137 |
| Cadre 47/1                 | Francis Connesson          | 2:0 | 200  | 7     | 28,57  | 28,57  | 60  |
| Cadre 47/1                 | Ad Koorevaar               | 0:2 | 114  | 7     | 16,28  | -      | 71  |
| Einband                    | Egidio Vierat              | 2:0 | 150  | 20    | 7,50   | 7,50   | 18  |
| Einband                    | Jean Bessems               | 0:2 | 140  | 20    | 7,00   | -      | 26  |
| Dreiband                   | Richard Bitalis            | 2:0 | 50   | 53    | 0,943  | 0,943  | 5   |
| Dreiband                   | Herman Popeijus            | 0:2 | 38   | 53    | 0,716  | -      | 7   |

| Disziplin                | Name                     | MP  | Pkt. | Aufn. | GD    | BED   | HS  |
| ------------------------ | ------------------------ | --- | ---- | ----- | ----- | ----- | --- |
| Deutschland – Österreich | Deutschland – Österreich | 8:2 |      |       |       |       |     |
| Freie Partie             | Dieter Wirtz             | 2:0 | 400  | 5     | 80,00 | 80,00 | 198 |
| Freie Partie             | Heinrich Weingartner     | 0:2 | 172  | 5     | 34,40 | -     | 130 |
| Cadre 71/2               | Klaus Hose               | 2:0 | 200  | 13    | 15,38 | 15,38 | 80  |
| Cadre 71/2               | Franz Stenzel            | 0:2 | 198  | 13    | 15,23 | -     | 49  |
| Cadre 47/1               | Thomas Wildförster       | 0:2 | 195  | 13    | 15,00 | -     | 82  |
| Cadre 47/1               | Kurt Mastny              | 2:0 | 200  | 13    | 15,38 | 15,38 | 65  |
| Einband                  | Wolfgang Zenkner         | 2:0 | 150  | 13    | 11,53 | 11,53 | 112 |
| Einband                  | Gerhard Ralis            | 2:0 | 66   | 13    | 5,07  | -     | 16  |
| Dreiband                 | Günter Siebert           | 2:0 | 50   | 46    | 1,086 | 1,086 | 5   |
| Dreiband                 | Wolfgang Anreitter       | 0:2 | 38   | 46    | 0,826 | -     | 5   |

| Disziplin               | Name                    | MP  | Pkt. | Aufn. | GD    | BED   | HS  |
| ----------------------- | ----------------------- | --- | ---- | ----- | ----- | ----- | --- |
| Belgien – Niederlande A | Belgien – Niederlande A | 6:4 |      |       |       |       |     |
| Freie Partie            | Tony Schrauwen          | 2:0 | 400  | 5     | 80,00 | 80,00 | 374 |
| Freie Partie            | Piet Vet                | 0:2 | 350  | 5     | 70,00 | -     | 191 |
| Cadre 71/2              | Peter Bracke            | 2:0 | 200  | 6     | 33,33 | 33,33 | 99  |
| Cadre 71/2              | Luis Havermans          | 0:2 | 147  | 6     | 24,50 | -     | 93  |
| Cadre 47/1              | Willy Wesenbeek         | 0:2 | 127  | 16    | 7,93  | -     | 28  |
| Cadre 47/1              | Hans Vultink            | 2:0 | 200  | 16    | 12,50 | 12,50 | 72  |
| Einband                 | Ludo Dielis             | 0:2 | 107  | 16    | 6,68  | -     | 33  |
| Einband                 | Christ van der Smissen  | 2:0 | 150  | 16    | 9,37  | 9,37  | 37  |
| Dreiband                | Raymond Ceulemans       | 2:0 | 50   | 24    | 2,083 | 2,083 | 11  |
| Dreiband                | Rini van Bracht         | 0:2 | 29   | 24    | 1,208 | -     | 5   |

## Einzel-Ranglisten
| Platz | Name                 | MP   | Pkte. | Aufn. | GD     | BED    | HS  |
| ----- | -------------------- | ---- | ----- | ----- | ------ | ------ | --- |
| 1     | Ronald Lemmens       | 10:0 | 2000  | 13    | 153,84 | 400,00 | 400 |
| 2     | Tony Schrauwen       | 8:2  | 1791  | 23    | 77,86  | 200,00 | 400 |
| 3     | Dieter Wirtz         | 6:4  | 1325  | 15    | 88,33  | 200,00 | 400 |
| 4     | Piet Vet             | 4:6  | 1285  | 18    | 71,38  | 133,33 | 245 |
| 5     | Heinrich Weingartner | 2:8  | 771   | 19    | 40,57  | 57,14  | 323 |
| 6     | Georges Bourezg      | 0:10 | 641   | 28    | 22,89  | -      | 218 |

| Platz | Name           | MP  | Pkte. | Aufn. | GD    | BED   | HS  |
| ----- | -------------- | --- | ----- | ----- | ----- | ----- | --- |
| 1     | Peter Bracke   | 7:3 | 927   | 31    | 29,90 | 40,00 | 104 |
| 2     | Luis Havermans | 5:5 | 816   | 33    | 24,72 | 33,33 | 110 |
| 3     | Franz Stenzel  | 5:5 | 810   | 35    | 23,14 | 66,66 | 197 |
| 4     | Klaus Hose     | 5:5 | 842   | 46    | 18,30 | 66,66 | 199 |
| 5     | Willy Steures  | 4:6 | 683   | 30    | 22,76 | 28,57 | 137 |
| 6     | Jean Arnaud    | 4:6 | 947   | 51    | 18,56 | 20,00 | 60  |

| Platz | Name               | MP  | Pkte. | Aufn. | GD    | BED    | HS  |
| ----- | ------------------ | --- | ----- | ----- | ----- | ------ | --- |
| 1     | Kurt Mastny        | 8:2 | 820   | 44    | 18,63 | 40,00  | 104 |
| 2     | Francis Connesson  | 6:4 | 918   | 41    | 22,39 | 100,00 | 199 |
| 3     | Thomas Wildförster | 6:4 | 993   | 50    | 19,86 | 33,33  | 117 |
| 4     | Hans Vultink       | 6:4 | 878   | 45    | 19,51 | 22,22  | 93  |
| 5     | Ad Koorevaar       | 2:8 | 760   | 40    | 19,00 | 22,22  | 161 |
| 6     | Willy Wesenbeek    | 2:8 | 745   | 60    | 12,41 | 18,18  | 64  |

| Platz | Name                   | MP   | Pkte. | Aufn. | GD   | BED   | HS  |
| ----- | ---------------------- | ---- | ----- | ----- | ---- | ----- | --- |
| 1     | Christ van der Smissen | 8:2  | 724   | 87    | 8,32 | 10,71 | 49  |
| 2     | Wolfgang Zenkner       | 8:2  | 695   | 100   | 6,95 | 11,53 | 112 |
| 3     | Ludo Dielis            | 6:4  | 654   | 96    | 6,81 | 9,37  | 53  |
| 4     | Egidio Vierat          | 4:6  | 605   | 82    | 7,37 | 13,63 | 51  |
| 5     | Gerhard Ralis          | 4:6  | 500   | 85    | 5,88 | 8,82  | 50  |
| 6     | Jean Bessems           | 0:10 | 501   | 116   | 4,31 | -     | 26  |

| Platz | Name               | MP   | Pkte. | Aufn. | GD    | BED   | HS |
| ----- | ------------------ | ---- | ----- | ----- | ----- | ----- | -- |
| 1     | Raymond Ceulemans  | 8:2  | 234   | 143   | 1,636 | 2,083 | 16 |
| 2     | Rini van Bracht    | 8:2  | 229   | 184   | 1,244 | 1,388 | 9  |
| 3     | Richard Bitalis    | 6:4  | 218   | 220   | 0,990 | 1,136 | 9  |
| 4     | Günter Siebert     | 4:6  | 212   | 207   | 1,024 | 1,162 | 6  |
| 5     | Wolfgang Anreitter | 4:6  | 213   | 225   | 0,946 | 1,515 | 8  |
| 6     | Herman Popeijus    | 0:10 | 165   | 221   | 0,746 | -     | 7  |